# Foresta Somos
Somos è una foresta situata nella regione ungherese di Győr-Moson-Sopron, più precisamente nella città di Győrladamér. Insieme al fiume Szigetköz, la foresta costituisce un'area protetta. Essa è stata dichiarata tale per la ricchezza botanica e la presenza di specie vegetali rare o uniche in tutta l'Ungheria.
La foresta segna anche il confine con la Repubblica Ceca.